# Kostel svatého Jakuba (Sandoměř)
Římskokatolický kostel svatého Jakuba ve Staromiejské ulici v polské Sandoměři (okres Sandoměř, Svatokřížské vojvodství) byl vybudován v letech 1226 až 1250 nákladem Iwa Odrowąże, spolu s komplexem bývalého dominikánského kláštera. Jedná se o trojlodní baziliku v pozdně románském slohu s cihlovým portálem.

## Sadok a společníci
Boční kaple dominikánských mučedníků byla postavena v letech 1603—1606 v pozdně renesančním slohu. Kaple připomíná události z roku 1260, kdy byl klášter napaden mongolskými vojsky. 2. února byl zabit Sádok, jeho spolubratři a mnoho obyvatel města, kteří se ukryli v kostele. Kostel se pak stal místem uctívání dominikánských bratří, kteří zde byli zavražděni.

## Obraz Panny Marie Růžencové
Dominikánský řád šířil modlitbu růžence a také v tomto kostele je ctěn obraz Panny Marie s Ježíškem, tzv. Panny Marie Růžencové. Obraz pochází z první poloviny sedmnáctého století a je odvozen z obrazu Panny Marie v Čenstochové.

## Svatojakubská cesta
V roce 2009 otevřelo Malopolsko cestu svatého Jakuba, vedoucí z Sandoměřa do Krakova. Trasa sleduje starou středověkou cestu do Santiaga de Compostela. Navazuje na jiné komunikace ve Slezsku a na Moravě, a nakonec na trasy v České republice, Německu, Francii a Španělsku. Budoucí plány zahrnují otevření úseku z Lublinu do Sandoměře.

## Fotografie

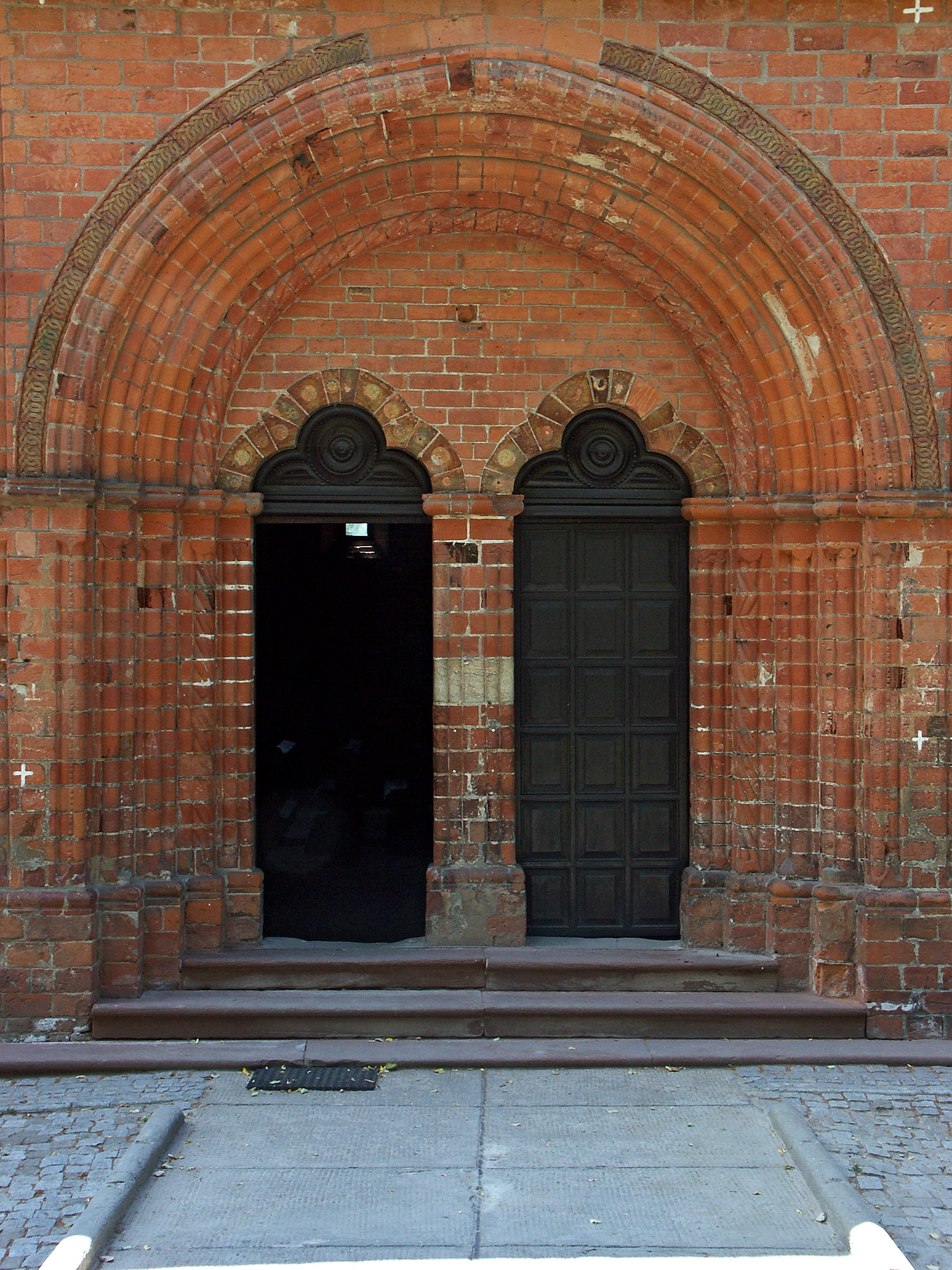
Portál
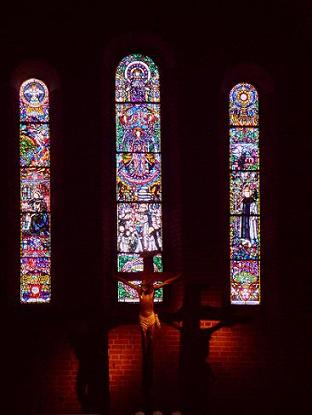
Kněžiště
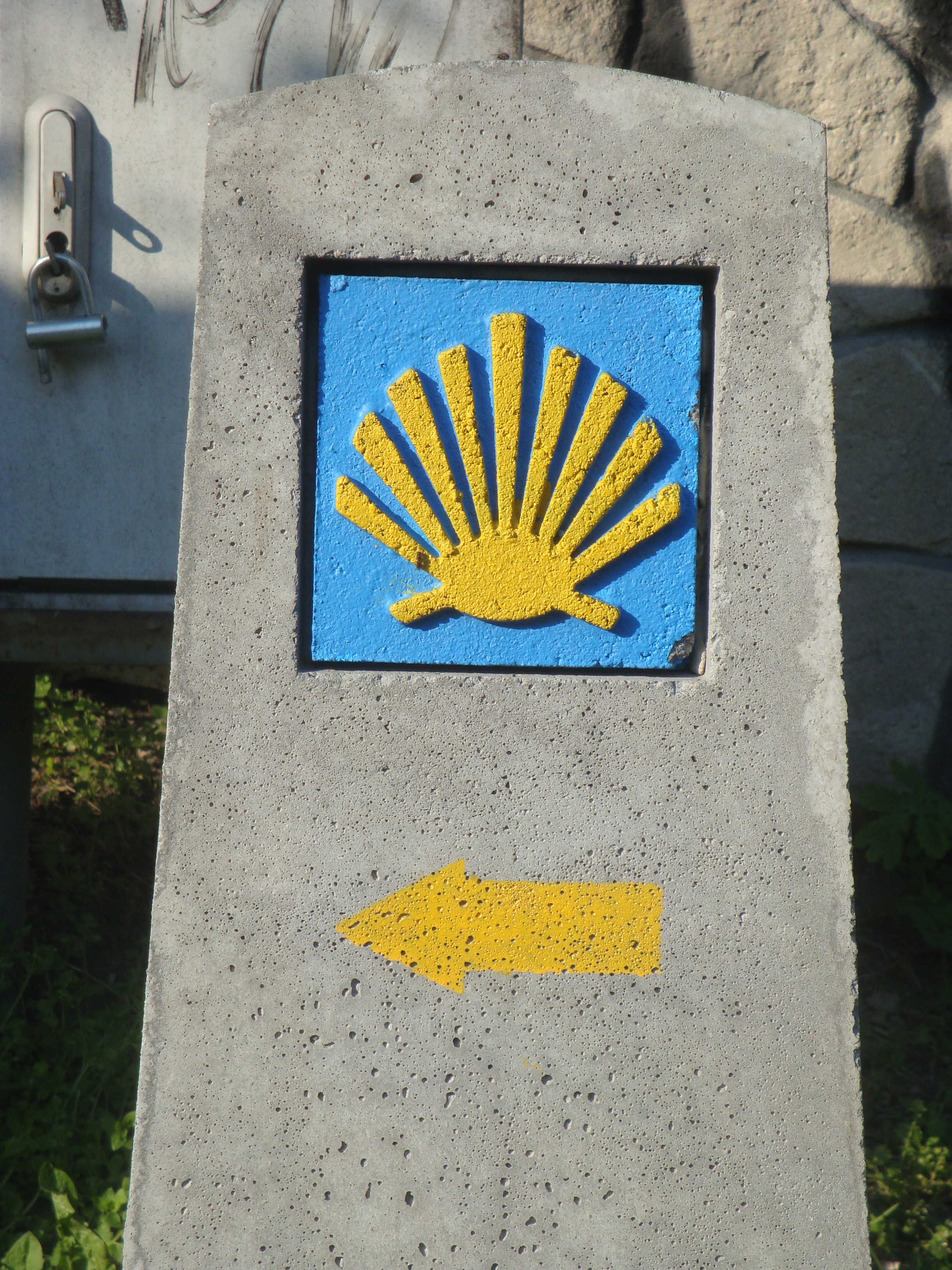
Svatojakubská cesta
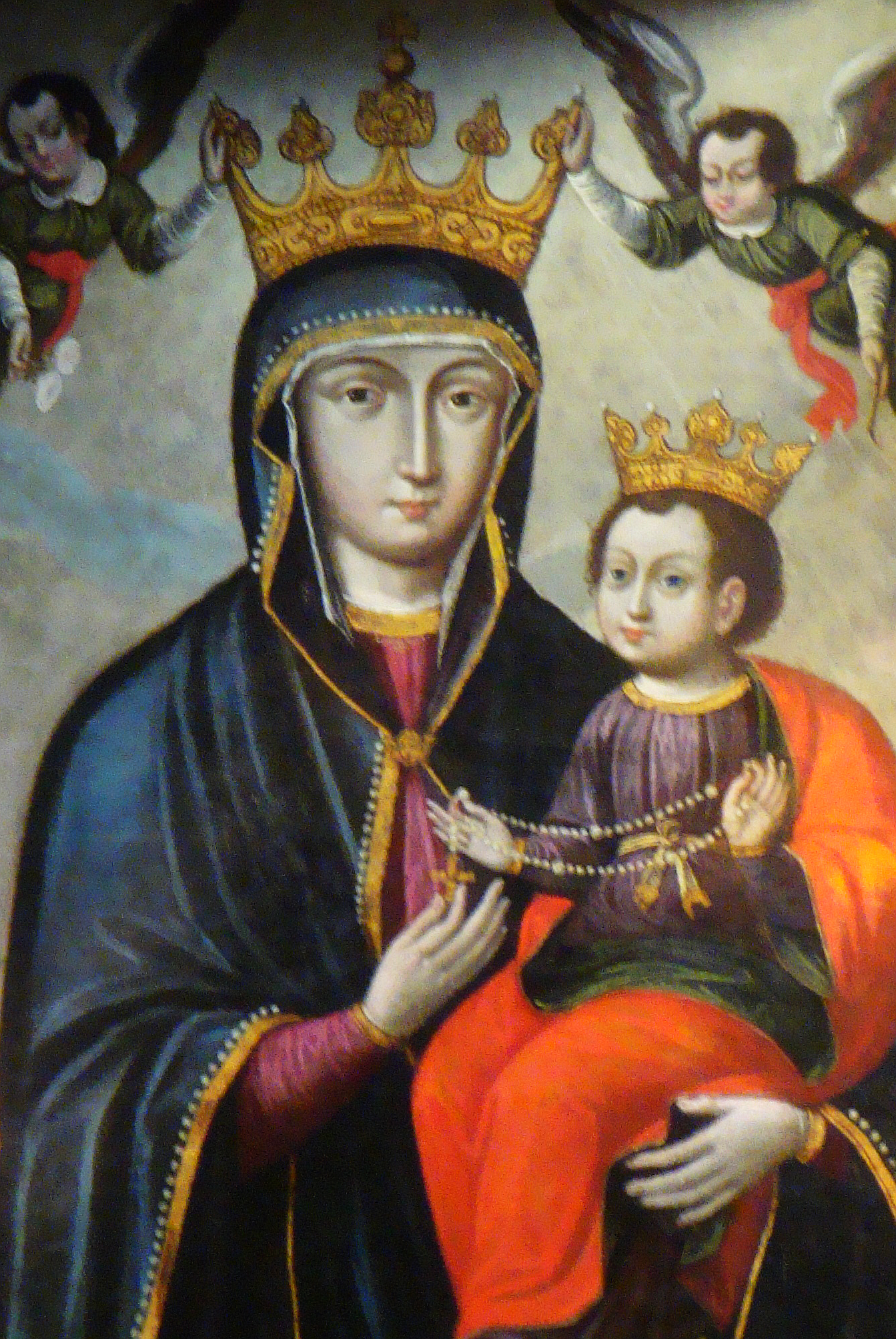
Obraz Panny Marie Růžencové
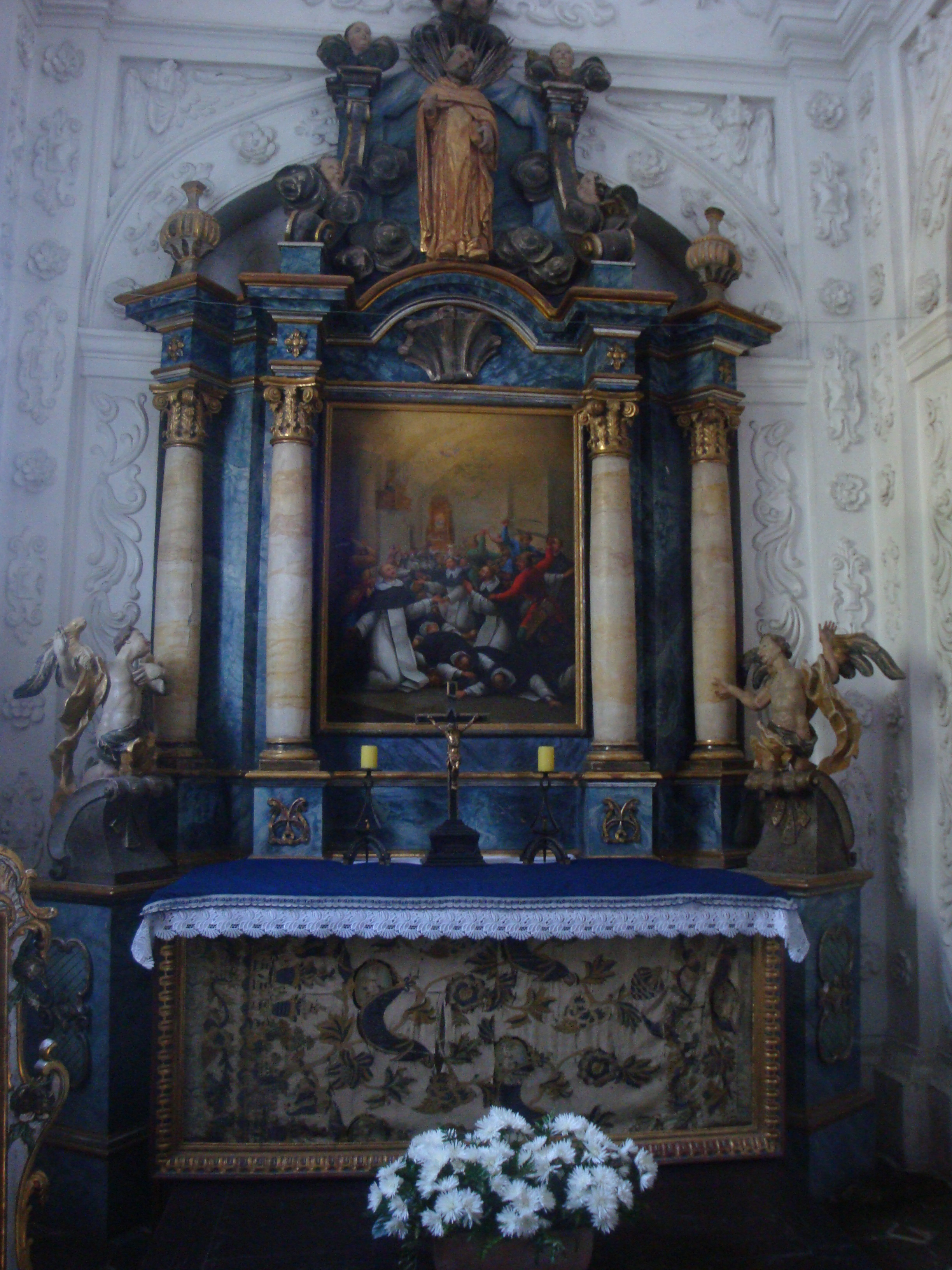
Kaple blahoslaveného Sadoka